# バージンココナッツオイル
バージンココナッツオイル（Virgin Coconut Oil）は、ココナッツの胚乳から採取した油で、未精製のもの。精製した油は、一般的にヤシ油と呼ばれている。近年は、単にココナッツオイルと言うと、多くの場合、バージンココナッツオイルを指す。

## 定義
バージンココナッツオイルの定義については、アジア太平洋ココナッツコミュニティ（Asian Pacific Coconut Community）が作成したAPCC Standards for Virgin Coconut Oilが広く利用されている。該当部分を日本語に訳すと次のとおり。